# La Virgen Cabeza
La Virgen Cabeza (em português:  A Cabeça Virgem) é o primeiro romance da escritora argentina Gabriela Cabezón Cámara, publicada em 2009 pela editoria Eterna Cadencia. A trama conta a história de Cleopatra, uma travesti que é venerada como santa numa villa miseria (como são chamadas comunidades periféricas) de Buenos Aires depois que começa a se comunicar com a Virgem Maria, e sua relação amorosa com uma jornalista de um veículo sensacionalista chamada Qüity. Um primeiro fragmento do rascunho do romance apareceu como um conto intitulado La Hermana Cleopatra.
Entre os temas que explora a obra se contam a religiosidade popular, a marginalidade, a corrupção política, a violência e a diversidade sexual; vários dos quais voltariam a ser tratados pela autora em obras posteriores. O estilo da autora é bem eclético que mistura linguagem popular, referências à cultura pop e jargões regionais da Argentina, assim como referências a textos cultos e religiosos.
O romance foi bem recebido pela crítica na época de sua publicação e ajudou a posicionar a figura de Cabezón Câmara no panorama literário latino-americano. A obra foi finalista do prêmio Memorial Silverio Cañada da Semana Negra de Gijón a melhor primeiro romance negro.

## Enredo

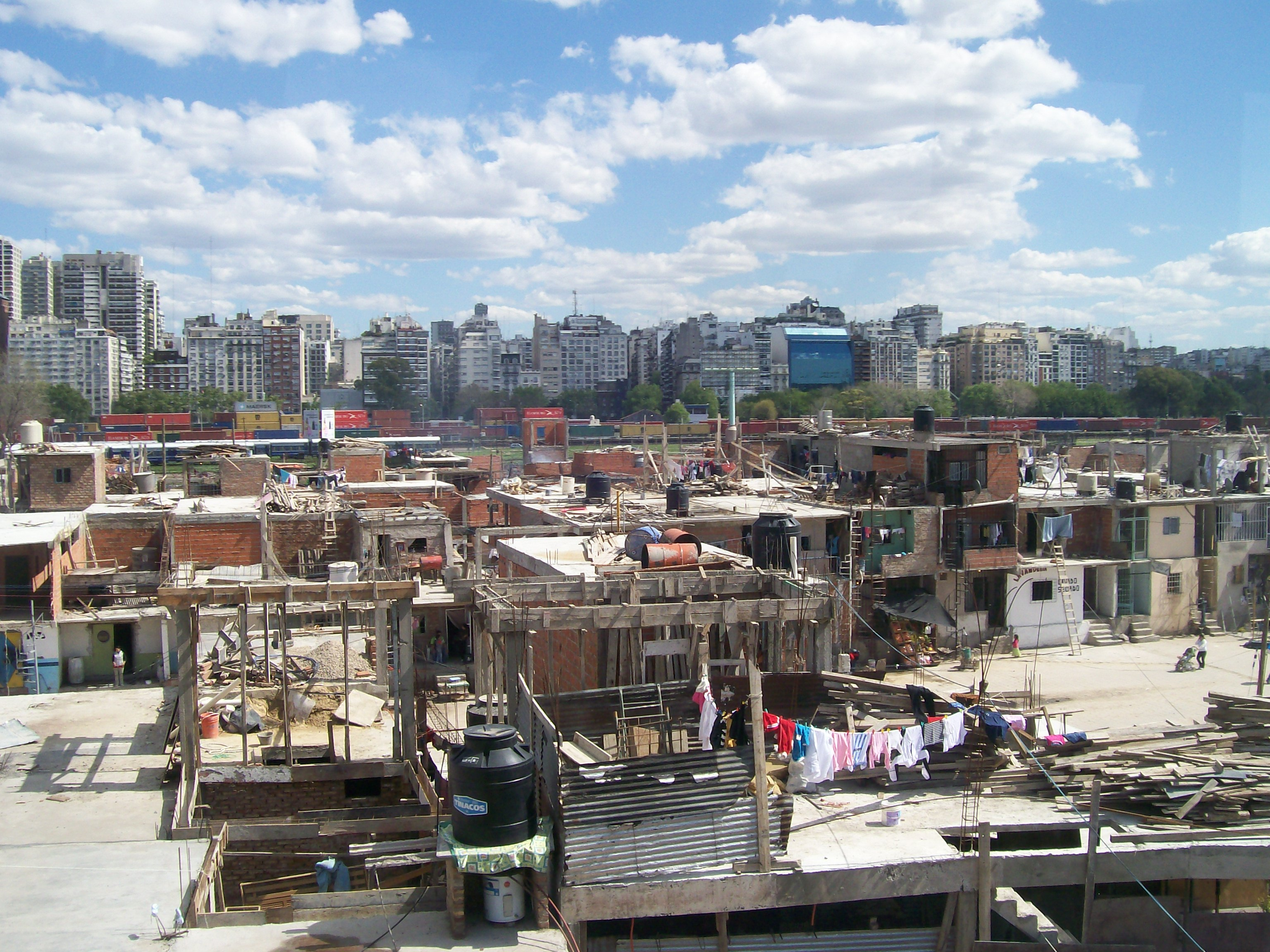
A trama desenvolve-se numa villa miséria de Buenos Aires.

Qüity é uma jornalista em procura de uma boa história que lhe permita ganhar uma bolsa para retomar seus estudos de literatura. Decide então escrever uma reportagem sobre o bairro periférico chamado El Poso e sua peculiar líder, uma travesti conhecida como a irmã Cleopatra que costumava trabalhar como prostituta e que agora era venerada como santa na comunidade. Ela seria venerada pois, em uma noite em que Cleopatra havia sido vítima de uma surra e estupro coletivo numa estação de polícia, ela escutou a voz da Virgem Maria, quem depois limpou sua roupa, sarou suas feridas e lhe deixou uma xícara de chá com um croissant. Ao ver o ocorrido, seus agressores arrependeram-se e começaram a propagar o milagre, o que iniciou sua ascensão como guia espiritual do bairro. Os habitantes cedo construíram uma imagem de cimento da Virgem para venerar, que passou a ser conhecida como a Cabeça Virgem.
Durante seu tempo em El Poso, Qüity presencia em primeira mão as tentativas de Cleopatra para encaminhar o bairro. Entre os projetos que cria, está a construção de um tanque no qual os moradores colocam carpas que roubam de um bairro de elite e que logo lhes traz fama em toda a cidade pelo sucesso com que se reproduzem. Eles celebram esse fato em festas cheias de drogas, álcool e cumbia. Também presencia vários dos milagres que realiza Cleopatra depois de falar com a Virgem de concreto e suas tentativas para que os jovens do bairro deixem as drogas e os roubos e cuidem das doenças venéreas, bem como os abusos que muitos sofrem nas mãos da máfia e autoridades corruptas.
Um dia a polícia serve aos moradores uma ordem de despejo, pois no bairro planejavam construir um clube privado de luxo, mas a maioria nega-se a sair. Ante a iminência do despejo, os habitantes preparam uma defesa, apesar das tentativas de Cleopatra de acalmar as coisas. No entanto, o despejo acaba sendo bem mais brutal do que todos imaginavam: a polícia chega com veículos blindados e inicia um massacre que deixa 183 falecidos. Qüity tinha-se ido embora horas dantes por um problema no trabalho, conseguindo se salvar. Cleopatra presencia de primeira mão os assassinatos e é uma das poucas pessoas a sobreviver.
Tempo depois, ela chega ao departamento de Qüity com a cabeça da Virgem de concreto de El Poso, único vestígio que conseguiu salvar. Com o passar dos dias Qüity e Cleopatra dão-se conta do que sentem a uma pela outra e começam uma relação amorosa, o que leva a Cleopatra a se declarar lésbica. Posteriormente, frente ao medo de que a polícia as procurasse, escapam para Miami, onde criam uma ópera cumbia com o título La Virgen Cabeza baseada nos fatos ocorridos em El Poso e que se converte num sucesso absoluto. Cleopatra sente-se inspirada e viaja a Cuba para pregar a palavra da Virgem. Quando Qüity descobre, decide ir atrás dela para trazê-la de volta e impedir que estragasse a sorte de ambas, decidida a processá-la ou fazer com que a deportassem se necessário.

## Personagens principais
- Cleopatra: conhecida como a irmã Cleo, é uma travesti que afirma se comunicar com a Virgem Maria e que é venerada pelos habitantes de El Poso, uma villa miséria do norte de Buenos Aires.[11] Durante sua infância, quando ainda usava o nome de Carlos Guillermo, sonhava em ser vedete e aparecer na televisão. Mais tarde foi maltratada por seu pai, o sargento de polícia Ramón Lobos, que negava-se a aceitar seu gênero.[12][13] Fisicamente, Cleopatra é descrita como uma negra de 1,90 m que usava uma peruca loira que lhe dava um ar de "Doris Day de alvenaria".[8] Inicialmente, trabalhava na prostituição, mas decidiu deixar essa vida de lado e se converter na líder e guia do bairro para a salvação depois de iniciar o contato com a Virgem Maria, que lhe sussurra as diferentes mudanças que têm de se fazer em El Poso.[14][15]
- Qüity: é uma jornalista de 35 anos de um veículo sensacionalista que empreende uma investigação sobre os fatos ao redor de Cleopatra, mas que termina se apaixonando por ela.[16][14] Seu verdadeiro nome é Catalina, ainda que todos a conheçam como Qüity.[17] A primeira vez que chega a El Poso, entra com medo de ser assaltada, sensação que mantém até que um fato traumático a leva a se sentir parte da comunidade.[18] Junto a Cleopatra, decide cuidar de um menino com o qual se afeiçoa, mas fica devastada quando o menino é assassinado durante o massacre perpetrado pelos policiais. Depois de mudar-se junto a Cleopatra para Miami fica grávida dela e decidem formar uma família.[2]
- Daniel: é um fotógrafo parceiro de Qüity que trabalha para a Secretaria de Inteligência do Estado da Argentina. Foi quem apresentou Cleopatra a Qüity.[17]

## Composição

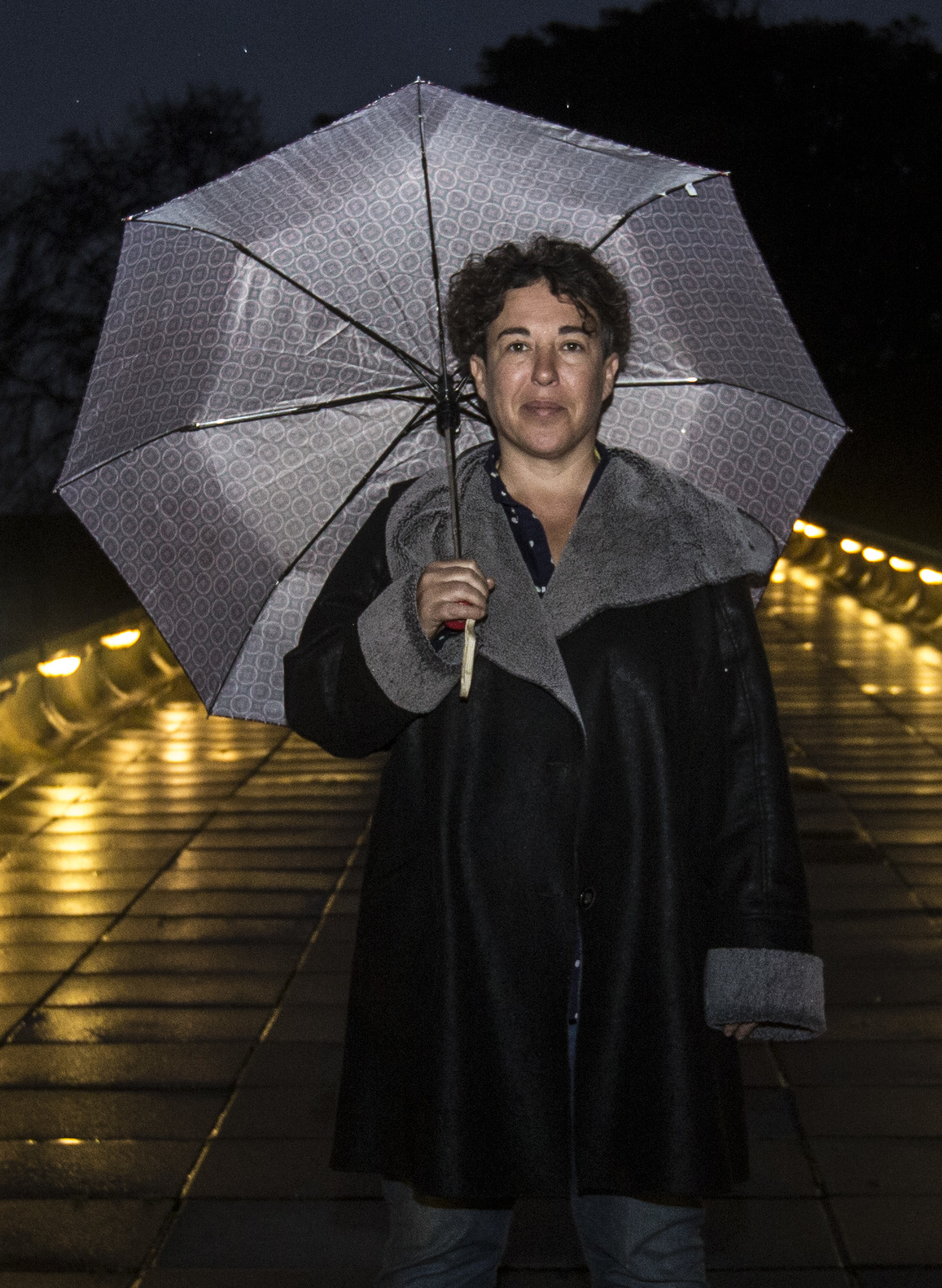
Gabriela Cabezón Câmara em 2016

Gabriela Cabezón Câmara escreveu o romance durante os momentos livres que lhe deixava seu trabalho como diagramadora de meios de comunicação. Segundo tem afirmado, sua ideia original era criar uma obra que retratasse o capitalismo da época da presidência de Carlos Menem e os anos imediatamente posteriores, por meio da história de uma villa miséria constantemente vigiada por câmaras de segurança. No entanto, o romance tomou outro rumo quando começou a escrever a voz da personagem de Cleopatra, que nasceu como uma homenagem a Paula, uma amiga sua travesti que foi assassinada durante sua juventude. Isto a levou a repensar vários aspectos do romance e a dar mais ênfase a temas como a opressão e a organização coletiva da comunidade na versão final da obra.
Um primeiro fragmento do rascunho do romance apareceu como um conto intitulado La hermana Cleopatra na antologia Um terraço próprio, publicada em 2006 pela editorial Norma.
O título do livro faz referência ao apelido que recebe a Virgem de El Poso na história e que se origina da expressão "cabecitas negras" (lit. cabecinhas negras). A mesma expressão, usada por alguns para denominar aos habitantes da villa na novela, foi criada na década de 1940 em Buenos Aires pelas classes de elite da Argentina para designar de forma pejorativa às pessoas de ascendência indígena que migravam para a capital em procura de trabalho. Na atualidade, a expressão segue sendo utilizada, bem como o termo derivado "cabeza", como forma desrespeitosa e preconceituosa para se referir à classe proletária ou a pessoas não brancas.

## Estrutura e estilo
O texto da obra apresenta-se em forma de um suposto manuscrito escrito por Qüity durante sua estadia em Miami com Cleopatra, quem ao longo do texto realiza anotações e dá sua versão de vários dos eventos num registro semântico próprio. Estruturalmente, o romance encontra-se dividido em 25 capítulos e um epílogo, dos quais 20 estão narrados por Qüity —em adição ao epílogo— e 5 por Cleopatra. O título da cada capítulo inclui o nome da narradora do mesmo, além de uma frase pertencente a algum discurso representativo de seu conteúdo. Nove dos capítulos iniciam com um epígrafe em verso.
A prosa de Cabezón constrói a atmosfera da história por meio de uma mistura do gênero poético com linguagem popular, jargão de bairros marginais, frases em espanglish e constantes alusões a gêneros musicais como a cumbia ou o reggaeton. Há diversas referências culturais por toda a história. Os fragmentos em que Cleo fala com a Virgem estão escritos numa linguagem mais formal, qualificado no romance como "medieval", com múltiplas referências à obra Odisea e outros textos clássicos, o que, unido à linguagem empregada pelo resto dos personagens, forma um estilo que no romance é batizado como "língua cumbianchera", um exemplo do qual se pode identificar no seguinte fragmento:
Espera aí, Cabeça de Virgem, essa Catedral da miséria "is a very serious thing" mesmo que uma festa interminável de pura mercadoria e cerveja nos enlouqueça.Original (em castelhano): Aguanta, Virgen Cabeza, que esta Catedral miseria is a very serious thing aunque una fiesta sin fin de pura merca y cerveza nos tenga de la cabeza. (em castelhano)
Existem diferenças marcadas entre o registro narrativo de Qüity e o de Cleopatra. Enquanto a primeira tem um estilo semelhante à crônica jornalista e ao romance negro, sempre dando explicações racionais aos fatos, Cleopatra utiliza uma linguagem bem mais animada e informal, além de incorrer com frequência em erros ortográficos, como o agregar um "s" ao final da segunda conjugação de verbos em pretérito perfeito simples (como no caso de contastes em lugar de contaste, ou escrevestes em vez de escreveste).
Outra particularidade do estilo do romance é o uso do humor para descrever cenas trágicas, o que lhe dá um ar fársico à narração. Caracteriza-se ainda pela adoção de linguagem explícita ao explorar a sexualidade das personagens, com descrições que tomam rasgos hiperbólicos e obscenos como forma de retratar a crudeza do ambiente em que se desenvolvem as personagens, como se ilustra a seguir:

Amei o pênis de Cleo como nunca amei outro (...) ela me colocou com as pernas abertas na saia dela e levantou só um pouco e entrou na minha bucetinha com aquele pênia dela e que me pareceu feito sob medida para mim e eu me deixei pegar e transei com ela.Original (em castelhano): Quise la poronga de Cleo como no había querido ninguna otra antes (...) me acomodó con las piernas abiertas sobre su falda y se la levantó apenas y me entró en la concha con ese porongón que tiene y que me pareció hecho a medida para mí y yo me dejé coger y me la cogí. (em castelhano)

## Temas centrais

### Pobreza e exclusão social
Uma das temáticas exploradas no romance é a realidade da pobreza e a marginalidade social, em especial na  relação com os sistemas de exclusão que os perenizam. Gabriela Cabezón Câmara utiliza a villa miséria de El Poso como representação dos assentamentos marginais e periféricos em geral para explorar estas ideias. O nome mesmo da villa faz alusão tanto a poço, como referência às zonas baixas onde costumam se localizar os assentamentos irregulares, e a poso, no sentido de resíduos ou desfeitos, o que pode se interpretar como os desfeitos da sociedade. Esta exclusão do resto de classes sociais adquire forma física na muralha que separa el Poso dos bairros de melhor classe social da cidade, cuja utilidade, segundo nos indica o texto, além de manter aos habitantes da villa separados do resto da cidade, servia para torná-los invisíveis, e com eles à pobreza, da vista das elites sociais:

(...) saímos da rodovia assim que avistamos a cidade. Fica na parte mais baixa da zona: tudo vai declinando gradativamente em direção a ela, exceto o padrão de vida, que não diminui, caindo dos dez centímetros do muro, cujo potencial publicitário o município não descurou. Era o último espelho dos vizinhos ricos, a última proteção: em vez de verem a cidade, viram-se estilizados e confirmados pelos cartazes, no topo do mundo com os seus celulares, os seus carros, os seus perfumes e as suas férias. Pena que tanta plenitude tenha sido interrompida pelas portas imundas dos pobres.Original (em castelhano): (...) bajamos de la autopista apenas vimos la villa. Está en la parte más baja de la zona: todo va declinando hacia ella suavemente menos el nivel de vida que no declina, se despeña en los diez centímetros de la muralla, cuyo potencial publicitario la municipalidad no descuidó. Era el último espejo de los vecinos pudientes, la última protección: en vez de ver la villa se veían a sí mismos estilizados y confirmados por los afiches, en la cima del mundo con sus celulares, sus autos, sus perfumes y sus vacaciones. Una pena que tanta plenitud fuera interrumpida por las puertas mugrosas de los pobres. (em castelhano)
A obra também mostra a exclusão que sofrem as mulheres transgênero na sociedade através da história de Cleopatra, que só consegue vencer a resistência social para ter sua identidade de gênero aceita quando falsifica o passaporte com o que viaja para Miami, quando finalmente é reconhecida como Cleopatra Lobos. Também reconta suas experiências na prostituição, vida à qual foi empurrada ante a impossibilidade de conseguir outro tipo de trabalho, como lhe revela a Qüity: "De que mierda te creés que vivemos as travestis, meu amor? Vos te creés que vais ao aviso de secretária que põem no diário e te dizem bem-vinda, 'señorita'? Veste muitas trabalhando nas empresas, vos?" (lit. "De que merda acredita que vivemos as travestis, meu amor? Acredita que vai ao anúncio de secretária que colocam no jornal e te dizem bem-vinda, senhorita? Vê muitas trabalhando nas empresas?")

### Religiosidade popular

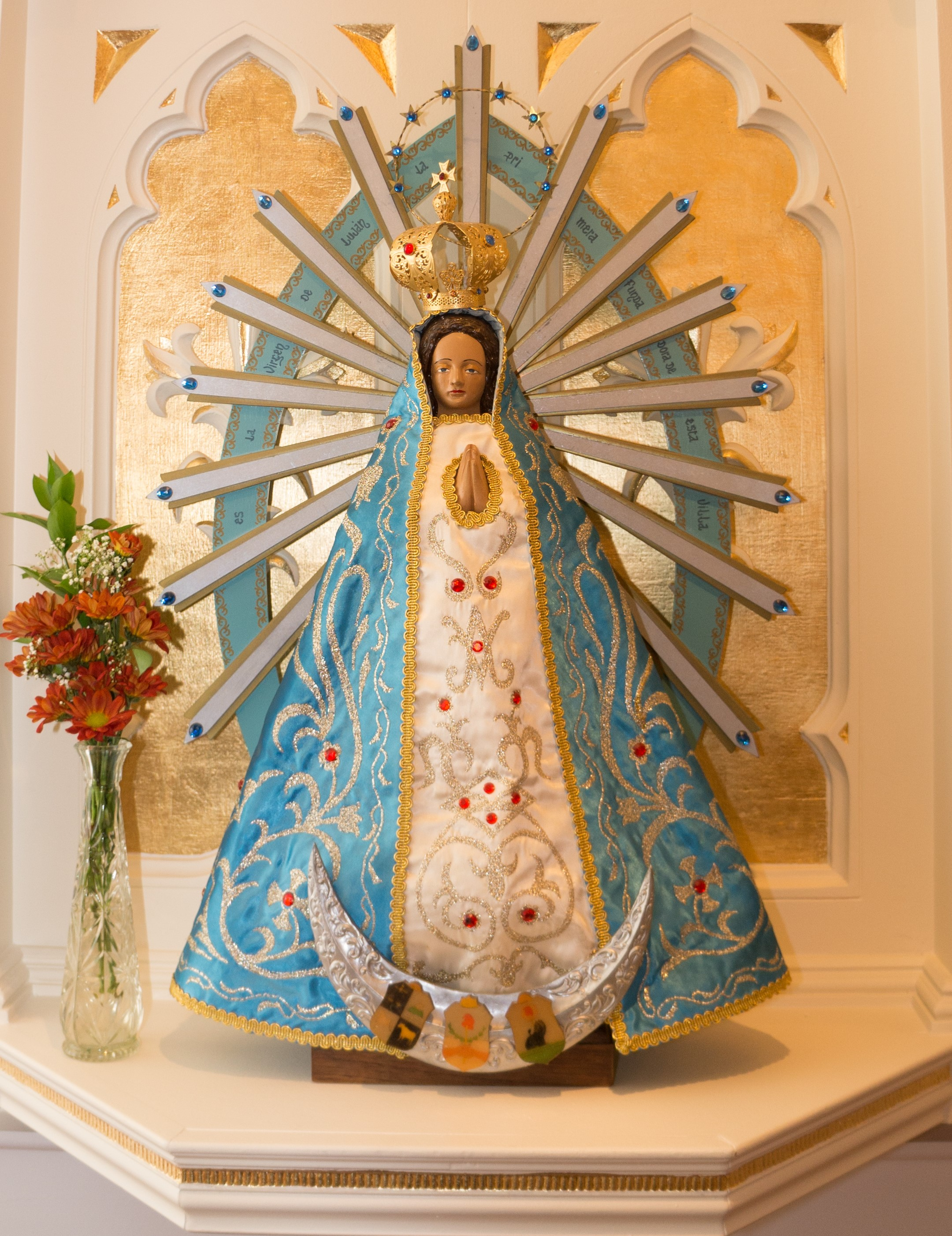
A Virgem Cabeça é comparada com a Virgem de Luján na obra.

Outro dos temas centrais no romance é o papel da religião cristã na vida dos setores marginalizados. Várias cenas do livro podem ler-se como uma versão de passagens bíblicas, entre eles a detenção de Jesus de Nazaré no Monte das Oliveiras, que se vê refletido na Virgem Cabeça com a destruição do El Poso. A ideia de um Jesus de Nazaré identificado com os setores sociais oprimidos tem uma longa tradição na América Latina, ainda que no caso desta obra de Cabezón Câmara, estas imagens estejam dessacralizadas e mostradas como uma parte integrante do panteão de crenças dos habitantes da villa, sem maior hierarquia que o resto das referências populares, como as figuras de Eva Perón ou Susana Giménez. O romance mostra esta influência da religião na vida das personagens ao integrar versículos da Bíblia à fala popular em El Poso. Também aparecem referências religiosas em situações de extrema violência, como é o caso em que um versículo de Levítico é deixado como forma de advertência junto ao cadáver de uma mulher assassinada no bairro.
A figura da Virgem Maria possui um papel importante no romance. Por um lado, a autora parece mostrar nela, através da paródia, os aspectos negativos do ideal do catolicismo sobre a feminilidade: submissa, devota, distante e rígida. No entanto, o fato de ser mulher numa religião tradicional e patriarcal, localiza-a ao mesmo tempo numa posição com a que podem se identificar pessoas historicamente marginalizadas, como é o caso de Cleopatra, quem afirma em relação à Virgem:

(...) é estranho que ela, que é Virgem, tenha escolhido justamente a mim, que comia mais pênis do que uma gueixa centenária. Ela disse que você não sabe como era tentar falar sendo uma mãe judia solteira de quinze anos, há dois milênios. (...) era um quilombo, parecia para eles mais formidável do que eu pareço para eles agora. Talvez por isso ela me escolheu, porque se identificou comigo porque também não queriam me deixar falar em lugar nenhum.Original (em castelhano): (...) es raro que ella, que es Virgen, me haya elegido justo a mí, que me comí más porongas que una geisha centenaria. Ella dice que no sabés lo que era pretender hablar siendo una madre judía soltera de quince años hace dos milenios. (...) un quilombo era, les parecía más tremenda que lo que les parezco yo ahora. Tal vez por eso me eligió a mí, como que se identificó conmigo porque a mí tampoco me querían dejar hablar en ningún lado. (em castelhano)
O aparecimento da Virgem num lugar como El Poso, bem como o fato de que se comunicasse exclusivamente através de uma travesti dedicada à prostituição, encarna também a necessidade de uma guia e uma nova forma de religiosidade que possa responder aos problemas de grupos sociais excluídos que não conseguem se identificar com os credos tradicionais. Como afirma Cleopatra: "Da Virgen gostamos os negros, Qüity, e das negras também gostamos e das negras travestis para mim, gostamos em duplo."

### Coletividade e memória dos oprimidos
Antes de que Cleopatra se convertesse na guia do El Poso, a villa era descrita como "uma pequena Auschwitz" onde "ninguém se morre de velho e sim de doenças curáveis e tiros desnecessários". No entanto, os pedidos de Cleopatra cedo convertem-se no empurrão inicial que gera nos habitantes da villa um sentido de propósito que lhes permite empreender projetos e atingir um grau mais alto de organização social. A posição de Cabezón Câmara sobre o poder da coletividade deixa-se vislumbrar ao descrever as rápidas mudanças positivas que têm lugar no Poso como produto deste novo sentido de comunidade, os mesmos que, apesar de ter sido iniciados por Cleopatra, eram em realidade o resultado da união dos habitantes:

Desde o seu centro, a cidade irradiava alegria. Parecia algo entre a Virgem e Cleo, mas éramos nós, era a força de nos unirmos.Original (em castelhano): Desde su centro mismo la villa irradiaba alegría. Parecía cosa de la Virgen y Cleo, pero éramos nosotros, era la fuerza de juntarnos. (em castelhano)
Logo começam a chegar organizações não governamentais e jornalistas que falam do "sonho argentino", enquanto os habitantes expressam: "a cada coisa começou a parecer parte de um plano, algo com sentido e objetivos".
No entanto, tal como reconhece e adverte Qüity, a nova tranquilidade que vive a villa não elimina o estado de vulnerabilidade em que se encontravam seus habitantes, sempre com o risco de que, ao igual que os peixes que criavam de forma coletiva, venham outros e "lhes joguem redes e os devorem". Isto finalmente ocorre por causa da ambição dos grupos de poder, que destroem o projeto de paraíso comunal que estava a surgir em El Poso, põem fim a sua escalada social e tornam invisível seu lugar na sociedade novamente.
O último ponto em que Cabezón põe ênfase é na necessidade de registrar a história coletiva dos grupos periféricos e de quem a sociedade tornou invisível. O próprio manuscrito do romance é apresentado como a tentativa de Qüity por resgatar a memória dos fatos fatídicos ocorridos na villa, onde a narradora começa por contar os fatos desde o "eu" e progressivamente passa a encarnar o "nós" no uso de pronomes. A importância de que estes registros incluam a perspectiva dos próprios excluídos como porta-vozes de suas histórias se mostra nas intervenções de Cleopatra no manuscrito, que corrige esporadicamente a Qüity e exige contar sua versão dos fatos: "…tenho direito a fazer-me escutar", deixa-lhe claro Cleopatra ao começo do romance.

## Recepção
A obra foi finalista do prêmio Memorial Silverio Cañada da Semana Negra de Gijón a melhor primeiro romance negro.
Um dos pontos mais celebrados pela crítica foi justamente a linguagem empregada por Gabriela Cabezón Câmara na obra. Walter Cassara, do jornal argentino La Nación, comparou La Virgen Cabeza com o camp e destacou a mistura de registros narrativos, que, de acordo com Cassara, deram à obra maior liberdade expressiva. O escritor espanhol José Luis Muñoz Jimeno referiu-se ao livro como "um romance muito bom", com uma autora que "se converte em maga das palavras e faz que o leitor participe em seu jogo delirante e anárquico". Entre os aspectos positivos destacou a linguagem coloquial empregada por Cabezón e o caráter experimental do livro. Elogios similares foram feitos por Mario Alberto Medrano González, numa matéria do jornal Excélsior, que também apontou, entre outros aspectos, "a capacidade da autora ao entrelaçar a linguagem coloquial com o poético" e seu caráter de reflexão dos problemas políticos da América Latina.
A edição em inglês da obra, traduzida por Frances Riddle, também teve uma excelente recepção crítica. A crítica de Publishers Weekly qualificou-a como "alucinantemente boa" e destacou o humor, o ritmo da narração e as temáticas do livro. Na crítica do jornal Morning Star, Leio Boix chamou Cabezón de uma "cronista brilhante" e ao romance como uma estreia "virtuosa". Boix referiu-se de forma particular à construção das personagens do baixo mundo argentino e elogiou a forma em que Cabezón Câmara misturou prostituição com máfia, jargão popular, reguaeton e abusos na religião, para formar um retrato detalhado da pobreza e o abandono. Sam Carter, numa análise para a revista Asymptote, referiu-se ao romance como "uma exploração das alternativas de quem não procuram categorizações fáceis nem papéis restritivos".